# Emil Kirmse
Emil Kirmse (* 1913 in Halle an der Saale; † 31. Mai 1969 in Leipzig) war ein deutscher Radrennfahrer.

## Radsport
Kirmse (auch Kirmße) kam durch seinen Bruder Werner, der ebenfalls Radsportler war, als 17-Jähriger zum Radsport. Er begann mit dem „Ersten Schritt“ in Halle seine Laufbahn. In den 1930er Jahren bestritt er eine Vielzahl an Steherrennen und wurde rasch zum Lokalmatadoren auf den Bahnen in Sachsen-Anhalt. Nach dem Zweiten Weltkrieg löste er erneut eine Lizenz als Berufsfahrer und entwickelte sich zum Spezialisten für die damals sehr populären Aschenbahnrennen. 1948 wurde er Meister der Ostzone (Vorläufer der DDR-Meisterschaft) im Steherrennen hinter Schrittmacher Fritz Erdenberger. 

## Weiteres Leben
1951 beendete er seine aktive Laufbahn mit einem Sieg auf der Bahn in Nordhausen, blieb dem Radsport aber zeit seines Lebens eng verbunden. Gemeinsam mit Karl Wiemer und anderen Radsportbegeisterten versuchte er die Albert-Richter-Kampfbahn in Halle in den 1960er zu erhalten, was aber nicht gelang. Seit 1950 war er im Ehrenamt als Trainer für Jugendliche bei der BSG Motor Albert Richter Halle tätig. Zu seinen ersten Schützlingen gehörte Wolfgang Braune, der später auch bei der Internationalen Friedensfahrt startete. 1953/54 absolvierte er die Trainerakademie in Leipzig und wurde zunächst er hauptamtlicher Trainer beim SC Motor Karl-Marx-Stadt, ab 1957 Cheftrainer beim ASK Vorwärts Leipzig. Häufig betreute er DDR-Auswahlmannschaften bei Auslandsstarts. In seiner Zeit in Frankfurt erhielt er den Auftrag, Stehergespanne mit DDR-Sportlern für die UCI-Weltmeisterschaften aufzubauen.
Er war Vater zweier Kinder, Lutz Peter und Eva, und mit Ilse verheiratet und wohnte bis zu seinem Tod in Halle/Saale.

## Ehrungen
Für sein langjähriges Engagement für den Radsportnachwuchs wurde er als Verdienter Meister des Sports und mit der Ehrennadel des DTSB ausgezeichnet.